# 神田駅 (東京都)
神田駅（かんだえき）は、東京都千代田区にある、東日本旅客鉄道（JR東日本）・東京地下鉄（東京メトロ）の駅である。
所在地は、JR東日本が鍛冶町二丁目、東京メトロが神田須田町一丁目である。

## 乗り入れ路線
JR東日本の各線（後述）と、東京メトロの銀座線が乗り入れ、接続駅となっている。
- JR東日本：各線（後述）- 特定都区市内における「東京都区内」および「東京山手線内」に属する。スリーレターコード「KND」が付与されている。
- 東京メトロ： 銀座線 - 駅番号はG 13。

JR東日本の駅に乗り入れている路線は、線路名称上は中央本線と東北本線の2路線である。このうち中央本線は当駅が起点であり、当駅の所属線ともなっている。
中央本線は、旅客案内上は「中央線」と呼ばれ、当駅より東北本線上の中央線専用線路を介して東京駅まで乗り入れている。当駅には中央線電車のほか、東北本線の電車線を走行する京浜東北線電車と山手線電車が停車するが、「東北（本）線」の名称は旅客案内では使用されていない。また、上野東京ラインや、東京駅発着の中央本線特急「あずさ」「かいじ」は当駅を通過する。そのため、東京駅 - 当駅間に区間外乗車の特例が設定されている。
- 中央線：八王子駅・高尾駅方面の列車と、立川駅から青梅線へ直通する列車も運行 - 駅番号はJC 02。
- 京浜東北線：電車線を走行する東海道本線・東北本線の近距離電車。駅番号はJK 27。
- 山手線：電車線を走行する環状路線。駅番号はJY 02。

## 歴史

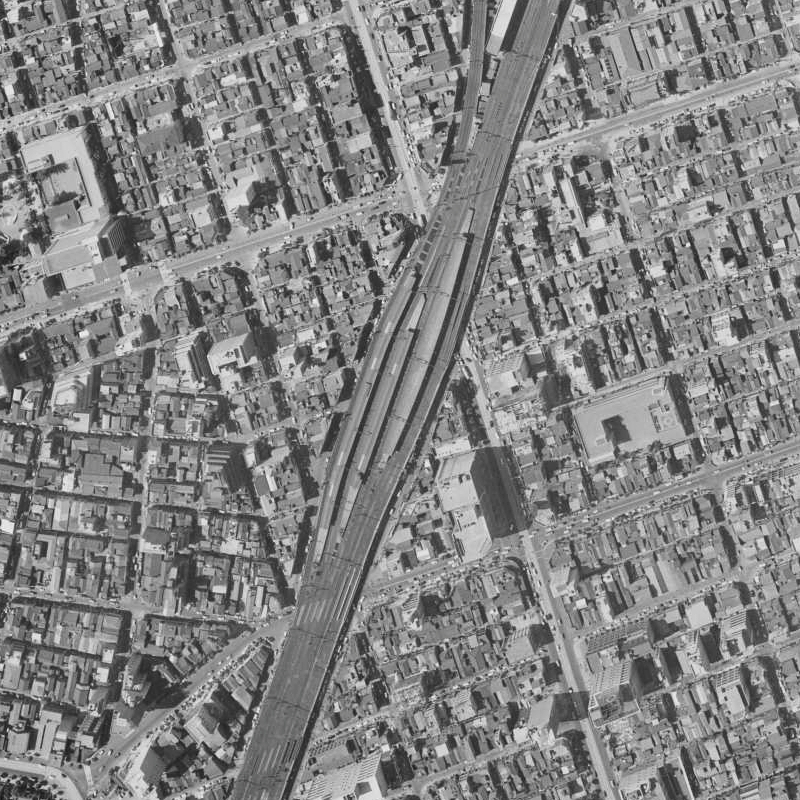
神田駅周辺の白黒空中写真（1963年6月26日撮影）

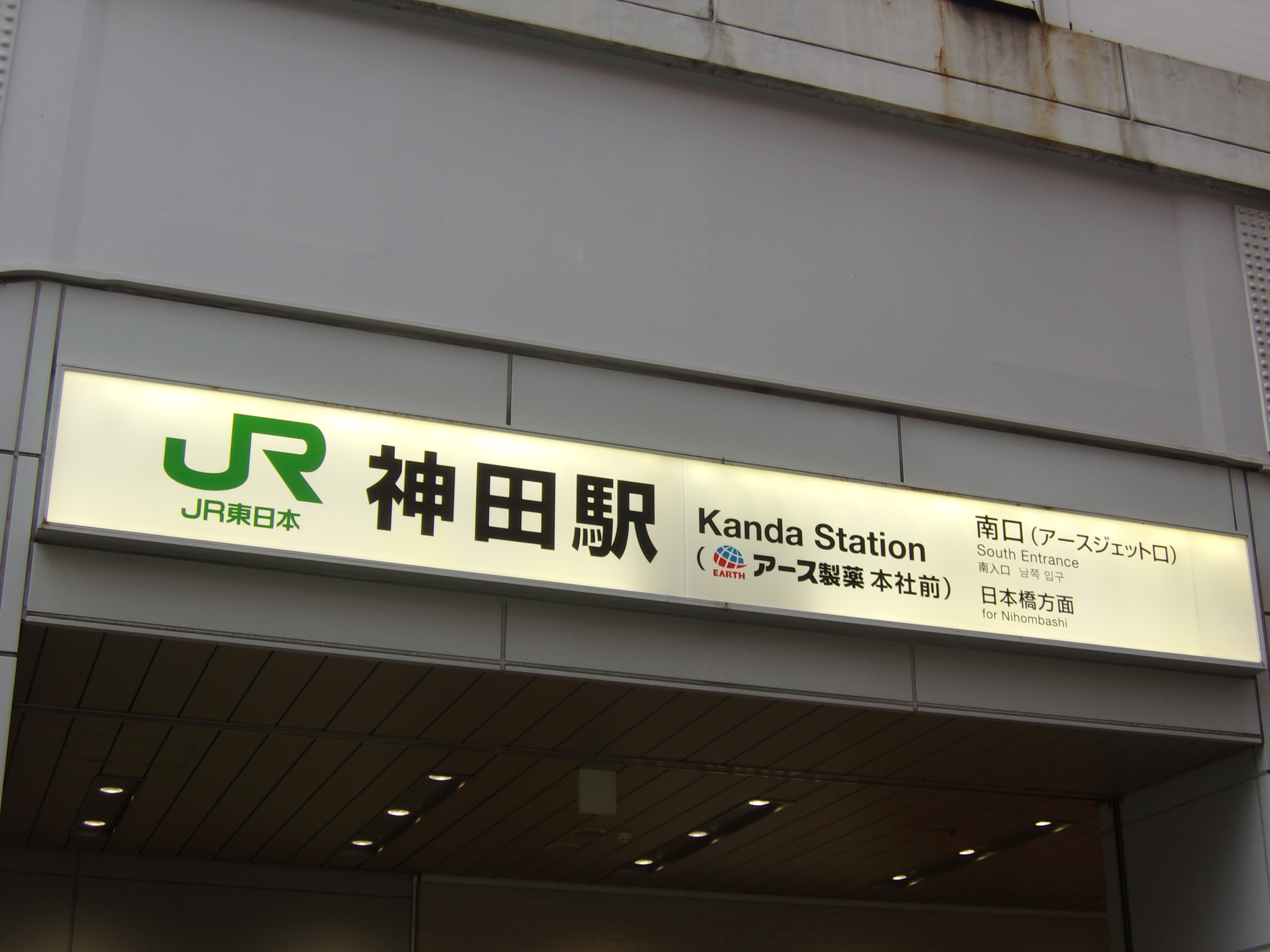
アース製薬本社前の副駅名とアースジェット口の表示（2023年10月）

- 1919年（大正8年）3月1日：鉄道院の中央本線・万世橋駅 - 東京駅の延伸開業に伴い、中央本線の途中駅として開業[1]。
- 1925年（大正14年）11月1日：東北本線が秋葉原駅から延伸され、京浜線（現・京浜東北線）および山手線との乗り換え駅となる[2]。
- 1931年（昭和6年）11月21日：東京地下鉄道（現・東京メトロ銀座線）の駅が開業。
- 1941年（昭和16年）9月1日：陸上交通事業調整法により、東京地下鉄道が路線を帝都高速度交通営団（営団地下鉄）に譲渡。
- 1949年（昭和24年）6月1日：日本国有鉄道が発足[3]。
- 1956年（昭和31年）9月17日：ホームを1面増設し、京浜東北線と山手線の乗り場を分離[新聞 1]。
- 1960年（昭和35年）2月5日：荷物の扱いを廃止[4]。
- 1987年（昭和62年）4月1日：国鉄分割民営化に伴い、国鉄の駅は東日本旅客鉄道（JR東日本）の駅となる[5]。
- 1988年（昭和63年）3月13日：京浜東北線の快速運転開始に伴い、日中は京浜東北線が通過するようになる。
- 1990年（平成2年）
  - 12月1日：JR東日本の南口・西口改札口に自動改札機を設置[6]。
  - 12月8日：JR東日本の北口・東口改札口に自動改札機を設置。
- 2001年（平成13年）11月18日：JR東日本でICカード「Suica」の利用が可能となる[報道 1]。
- 2004年（平成16年）4月1日：営団地下鉄の民営化に伴い、銀座線の駅が東京地下鉄（東京メトロ）に継承される[報道 2]。
- 2007年（平成19年）3月18日：東京メトロでICカード「PASMO」の利用が可能となる[報道 3]。
- 2015年（平成27年）
  - 3月14日：京浜東北線の快速が停車するようになる[報道 4]。
  - 6月20日：銀座線ホームに発車メロディを導入[報道 5]。
- 2016年（平成28年）2月13日：山手線（2・3番線）ホームでホームドアの使用を開始。
- 2019年（令和元年）10月23日：京浜東北線（1・4番線）ホームでホームドアの使用を開始[報道 6]。
- 2020年（令和2年）
  - 3月14日：東京駅発着の中央線電車が快速運転に統一され、当駅に乗り入れる中央線各駅停車がなくなる[報道 7]。
  - 秋：JR東日本で、駅ナカシェアオフィス「STATION BOOTH」が開業[報道 8]。
- 2021年（令和3年）10月31日：みどりの窓口の営業を終了[7][8]。
- 2023年（令和5年）10月2日：JR東日本の駅名称に「アース製薬本社前」の副駅名を追加。併せて、山手線（2・3番線）ホームの発車メロディがアース製薬の口腔衛生ブランド「モンダミン」のCMソングに変更[9]。各出口の改札口入口標などにアース製薬の商品の名称を追加[注 2]。いずれも2028年（令和10年）9月30日までの5年間の予定[10]。

## 駅構造

### JR東日本
島式ホーム3面6線を有する高架駅で、京浜東北線南行の線路の東側に東北新幹線が、上層に上野東京ラインの高架が並行する。エスカレーターはホームと北改札との間を連絡するが、ホームと南改札との間には設置されていない。3・4番線に通じるエスカレーターは1階コンコースからそのままホームへと通じている。
改札口は南北に2か所。北改札（秋葉原・御茶ノ水寄り）から東口と北口が、南改札（東京寄り）から西口と南口が利用できる。銀座線への乗り換えは北改札の北口側からとなる。指定席券売機が設置されており、東口にはVIEW ALTTEが存在する。
上野東京ラインの工事に合わせ、ホームと改札を連絡するエスカレーターの大幅増設とエレベーターの新設工事、および南口コンコースと出入口を連絡するエレベーターの新設工事が行われた。
直営駅（駅長配置）であり、管理駅として総武快速線の新日本橋駅、馬喰町駅を管理している。

#### のりば
| 番線 | 路線       | 方向   | 行先                     |
| ---- | ---------- | ------ | ------------------------ |
| 1    | 京浜東北線 | 南行   | 東京・品川・横浜方面     |
| 2    | 山手線     | 外回り | 東京・品川・渋谷方面     |
| 3    | 山手線     | 内回り | 上野・田端・池袋方面     |
| 4    | 京浜東北線 | 北行   | 上野・赤羽・大宮方面     |
| 5    | 中央線     | 上り   | 東京方面                 |
| 6    | 中央線     | 下り   | 御茶ノ水・新宿・高尾方面 |

- 当駅に停車する中央線電車（橙色帯の電車）はすべて快速または特別快速・通勤快速であり、各駅停車（黄色帯の電車）は乗り入れない。
- 中央線などで運用されているE233系車内のLCD案内では京浜東北線の表示がされているものの、自動放送による乗換案内はされていない。
- JR中央線は、2020年代前半（2021年度以降の向こう5年以内）を目処に快速電車に2階建てグリーン車を2両連結させ12両編成運転を行う。そのため、中央線の電車が停車する5・6番線は、ホームの12両編成対応の改築工事が行われ[報道 9][新聞 2]、2024年（令和6年）10月12日までに12両編成対応のホームへ延伸を完了し、10月13日より快速電車における12両編成の運転が開始された[報道 10]。
- 中央線では隣の東京駅が京浜東北・山手線等よりも高い3階にあり、なおかつ新幹線をはじめとした各方面から利用者数も多い関係で当駅よりも乗り換えに多少の時間を要することが多いため、朝ラッシュ時を中心に中央線東京行から山手線外回り（東京・品川方面行き）または京浜東北線南行に乗り換える乗客が多く見られる。

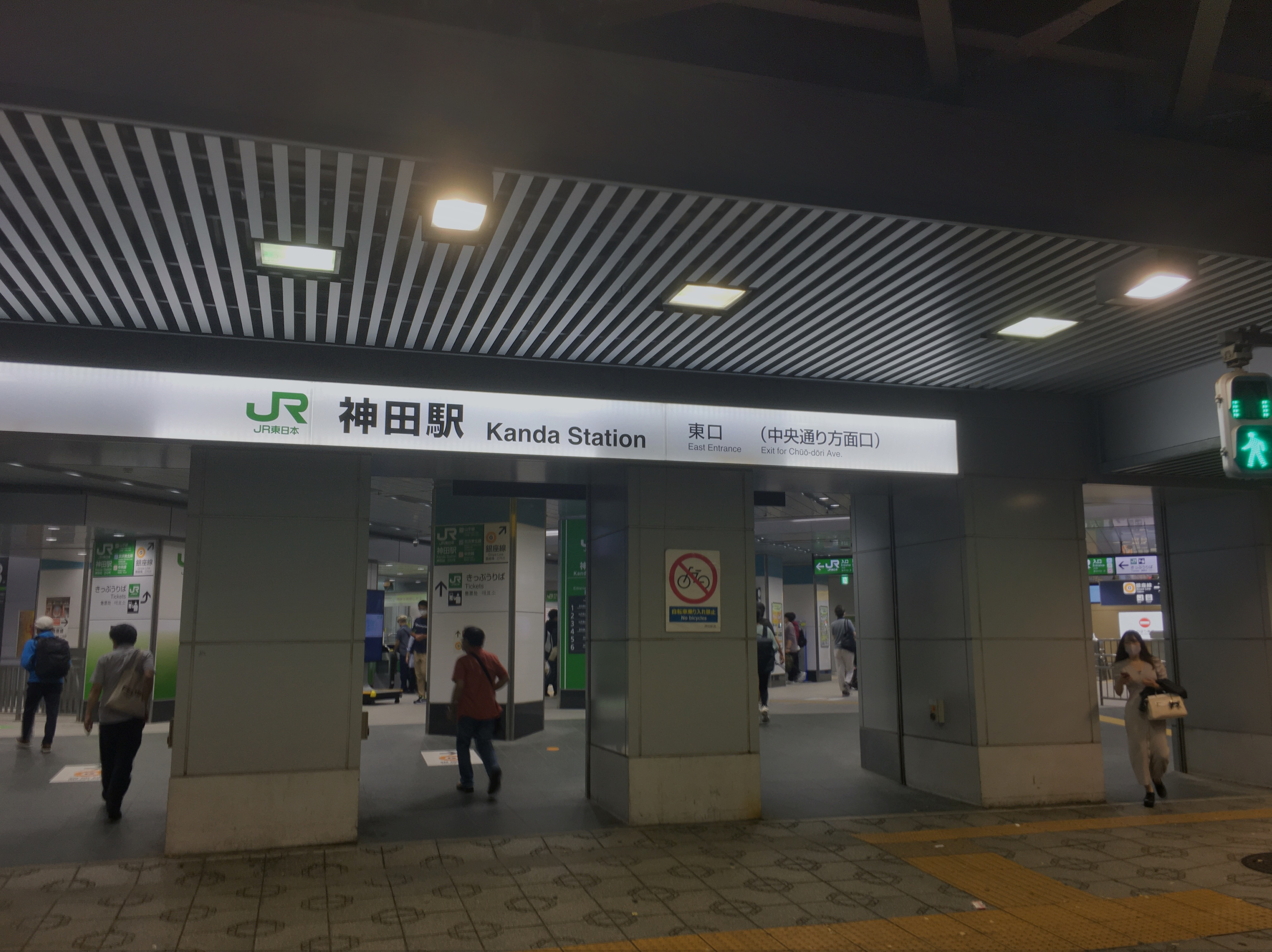
東口（2021年10月）
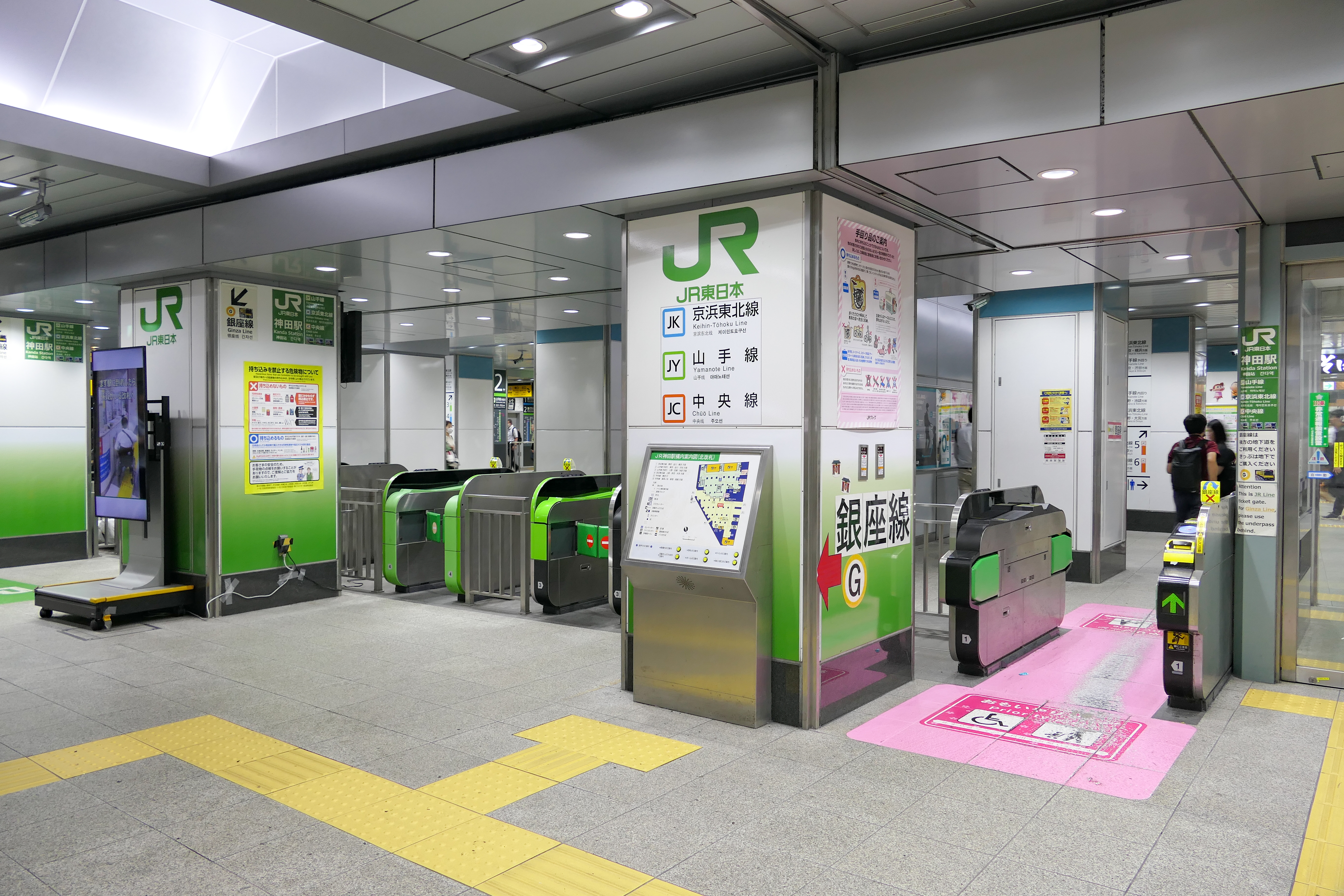
北改札（2023年7月）
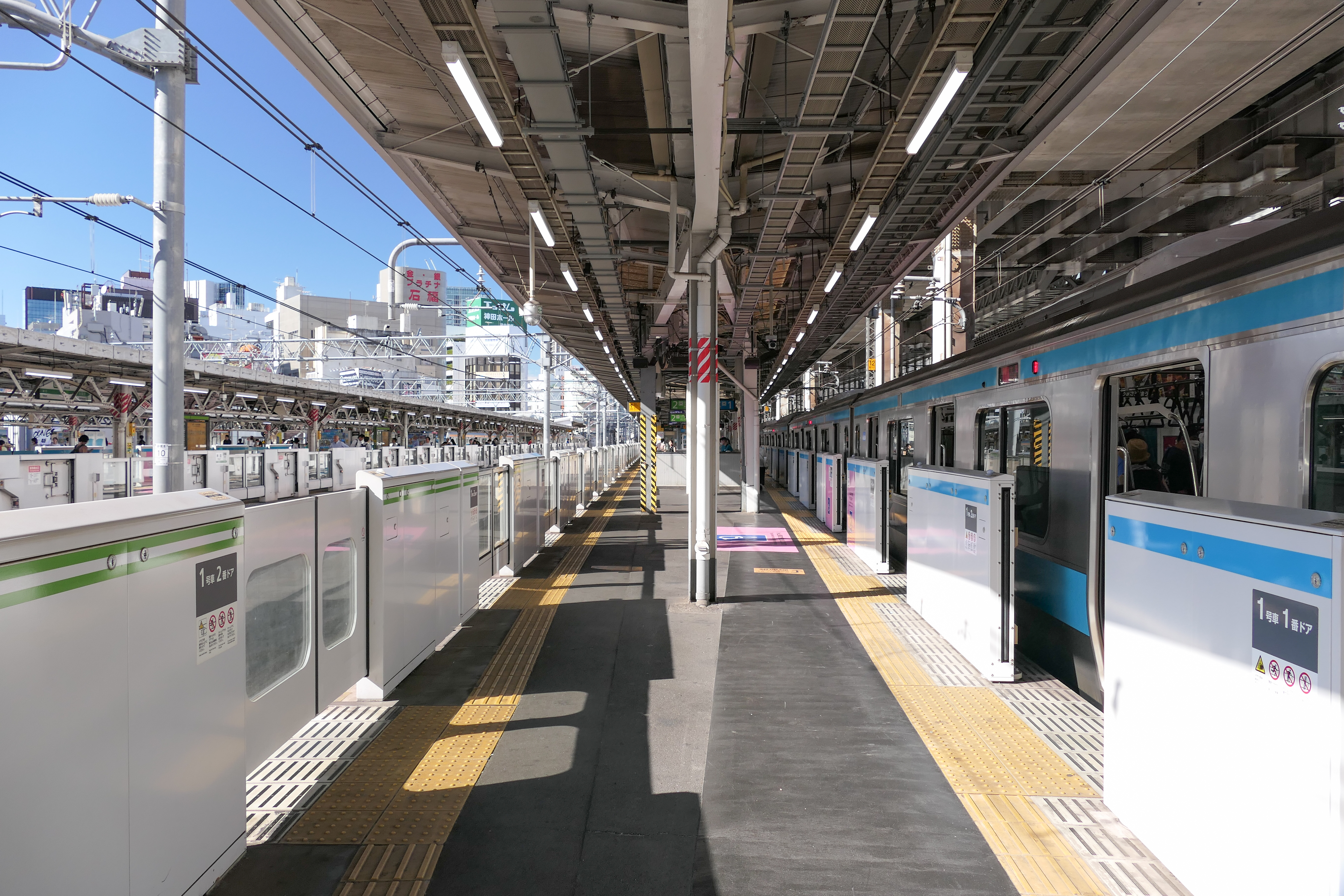
1・2番線ホーム（2023年7月）
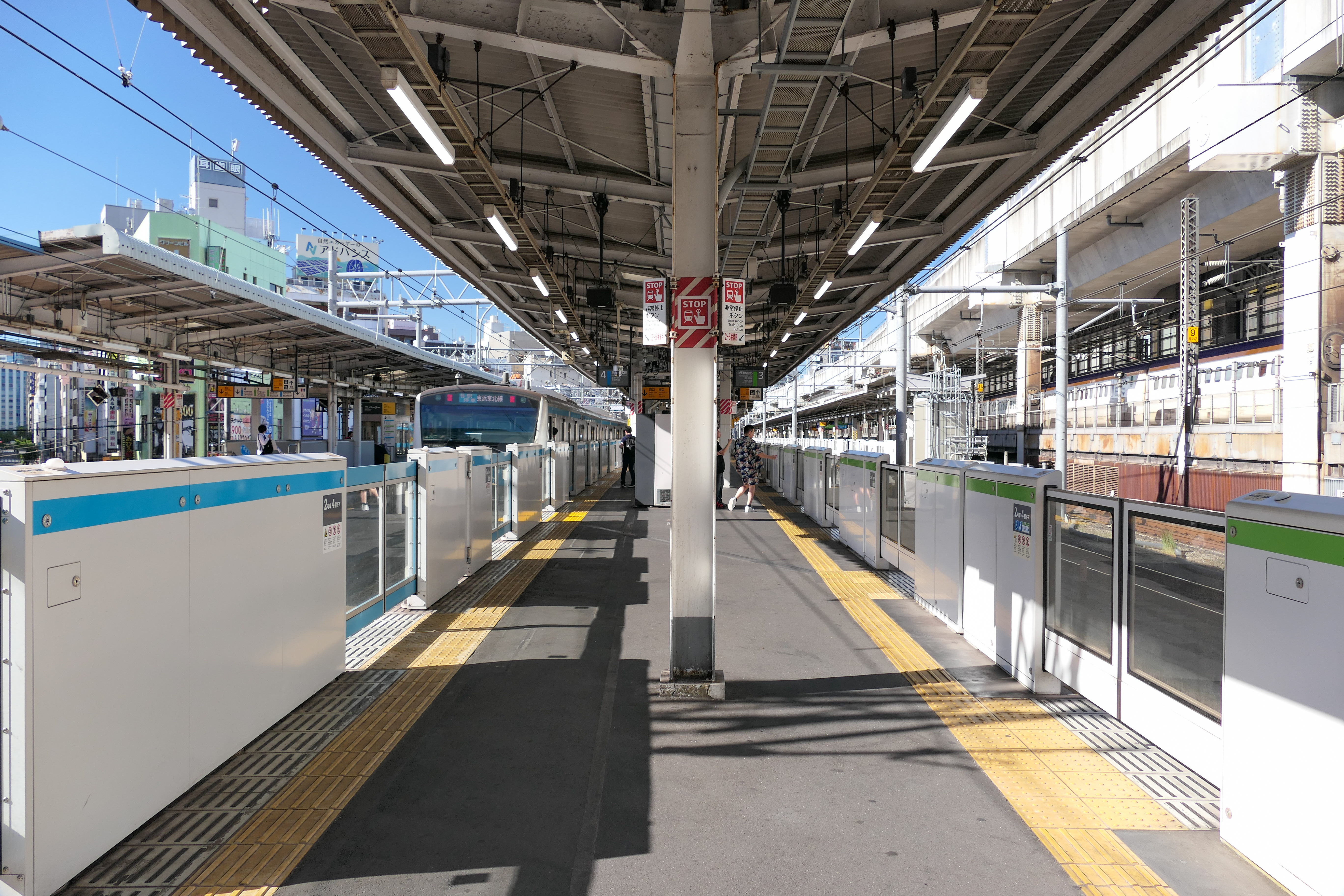
3・4番線ホーム（2023年7月）
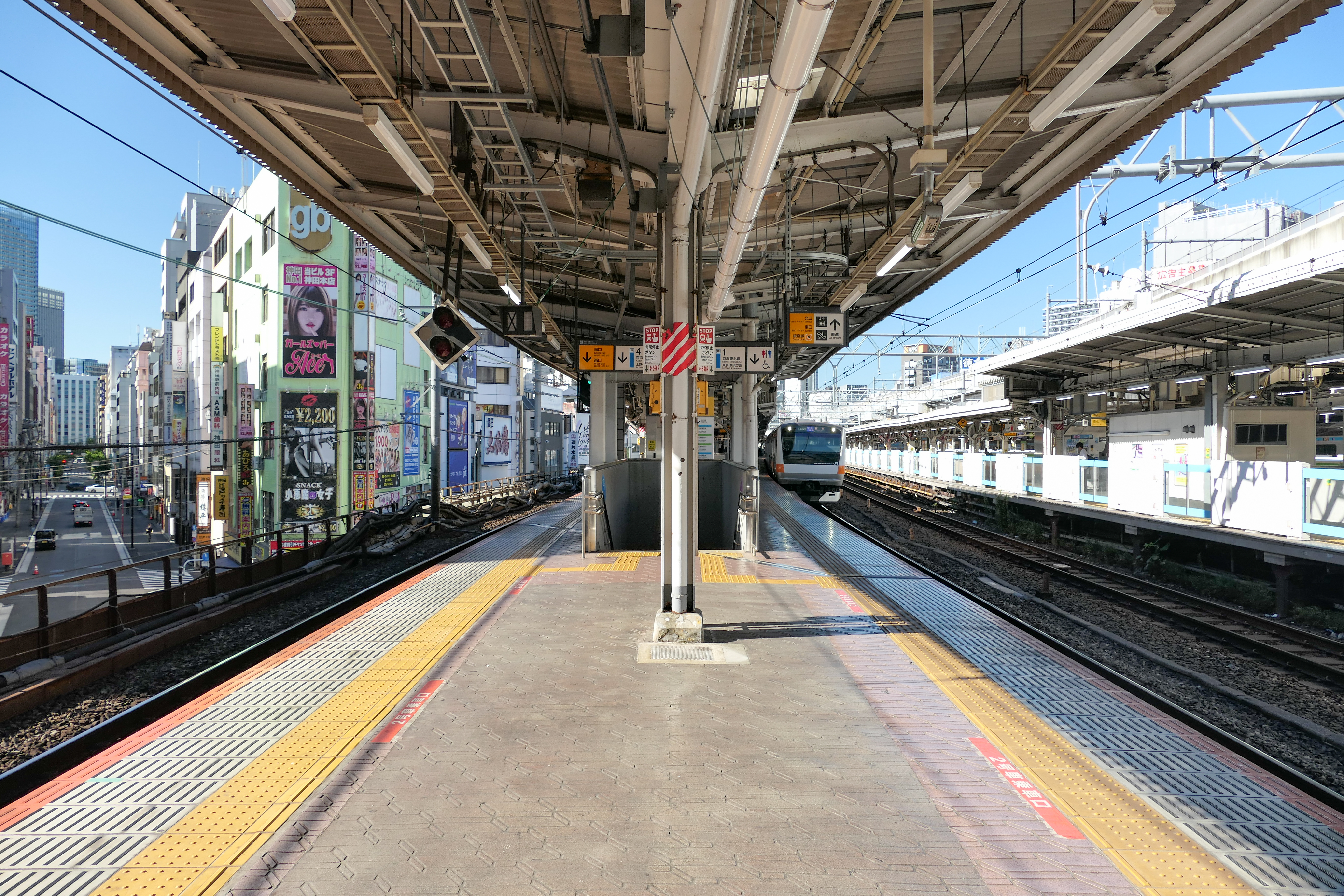
5・6番線ホーム（2023年7月）

### 東京メトロ
島式ホーム1面2線を有する地下駅で、扇形の形状をしている。1932年（昭和7年）4月29日に銀座線が三越前駅まで開業すると途中駅となったため、線路は途中まで南口の地下通路を挟んでいる。なお、南口地下通路に直結する2番出口はビルと直結している。
改札口はホームの前後にあり、浅草寄りにある須田町方面改札口は階段上、渋谷寄りにある内神田方面改札口は同一階に設置されている。エスカレーターは設置されていない。JR線への乗り換え通路は渋谷寄りにある。地下通路とJRコンコースを連絡する階段は天井高さが非常に低い。
須田町方面改札口を出た先には、かつて東京地下鉄道が経営していた神田須田町地下鉄ストアに通ずる地下商店街が設けられていた。これらがある地下通路をそのまままっすぐ進んだ先の出口は6番出口で、付近は須田町交差点があり、秋葉原電気街の南端に近い。須田町交差点はかつて都電最大級の要衝で、都電からの乗り換え客の利便および地下鉄ストアへの利用客誘致のために長い地下通路が設けられた。

#### のりば
| 番線 | 路線   | 行先     |
| ---- | ------ | -------- |
| 1    | 銀座線 | 渋谷方面 |
| 2    | 銀座線 | 浅草方面 |

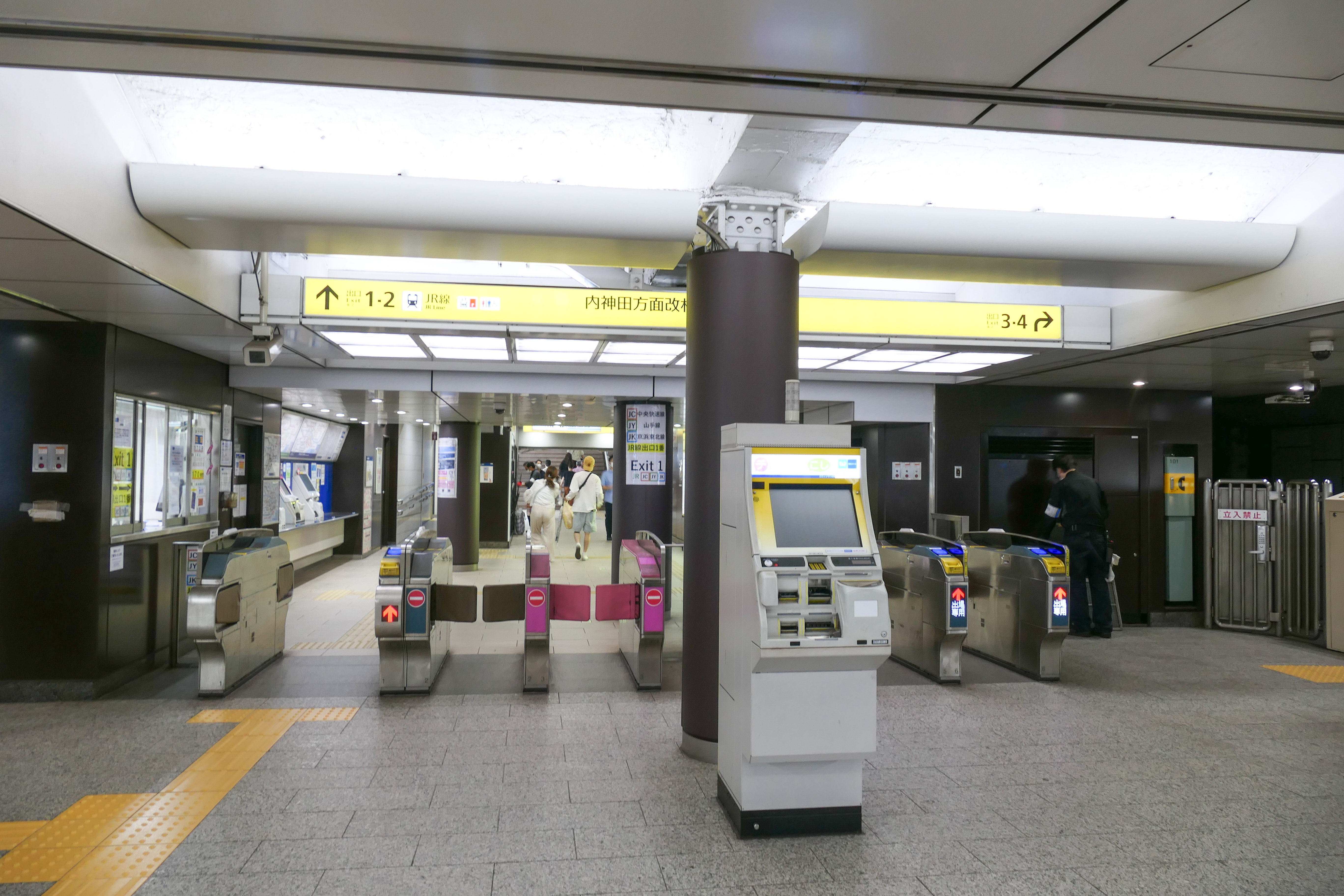
内神田方面改札口（2021年6月）
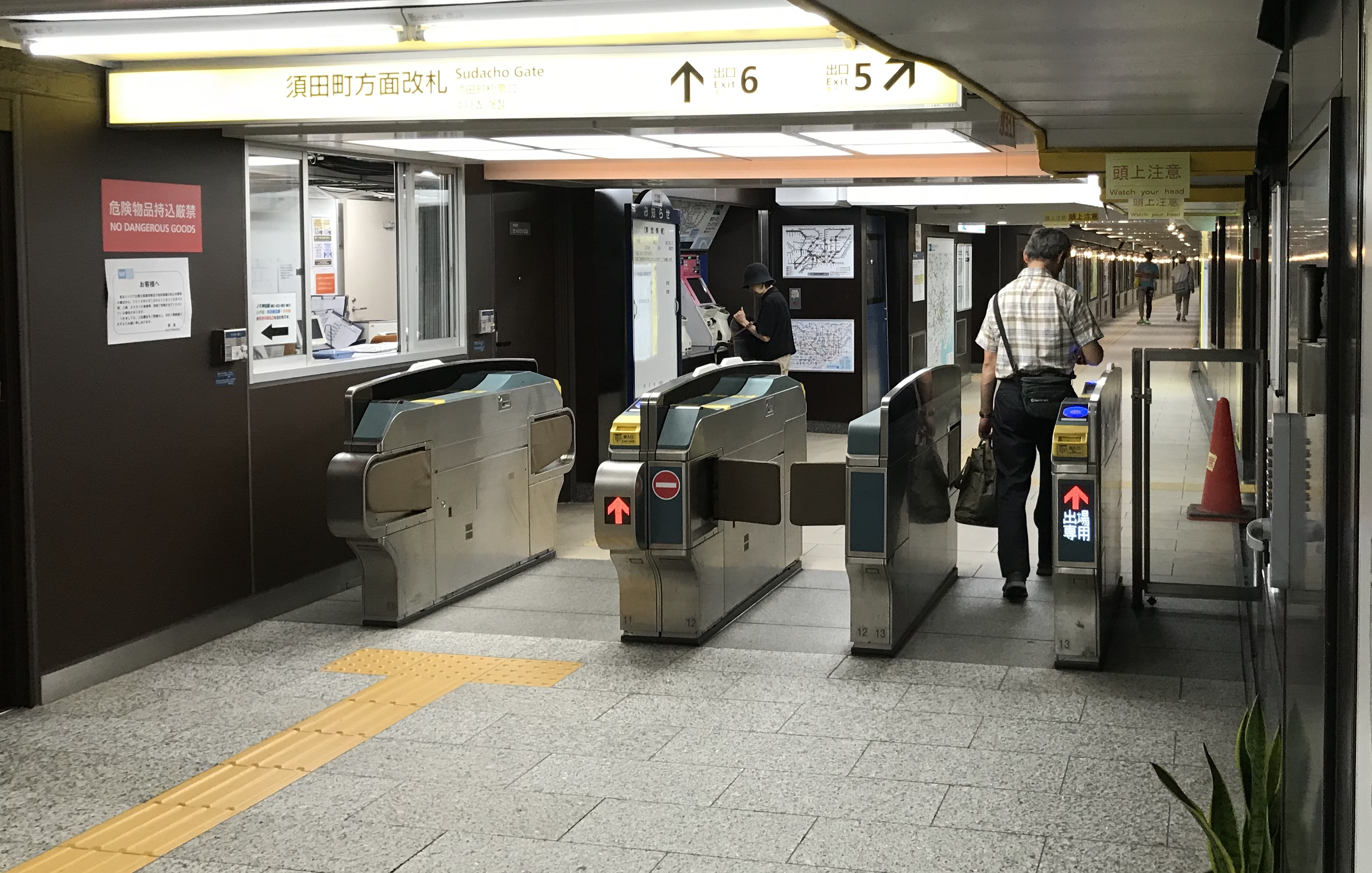
須田町方面改札口（2018年8月）
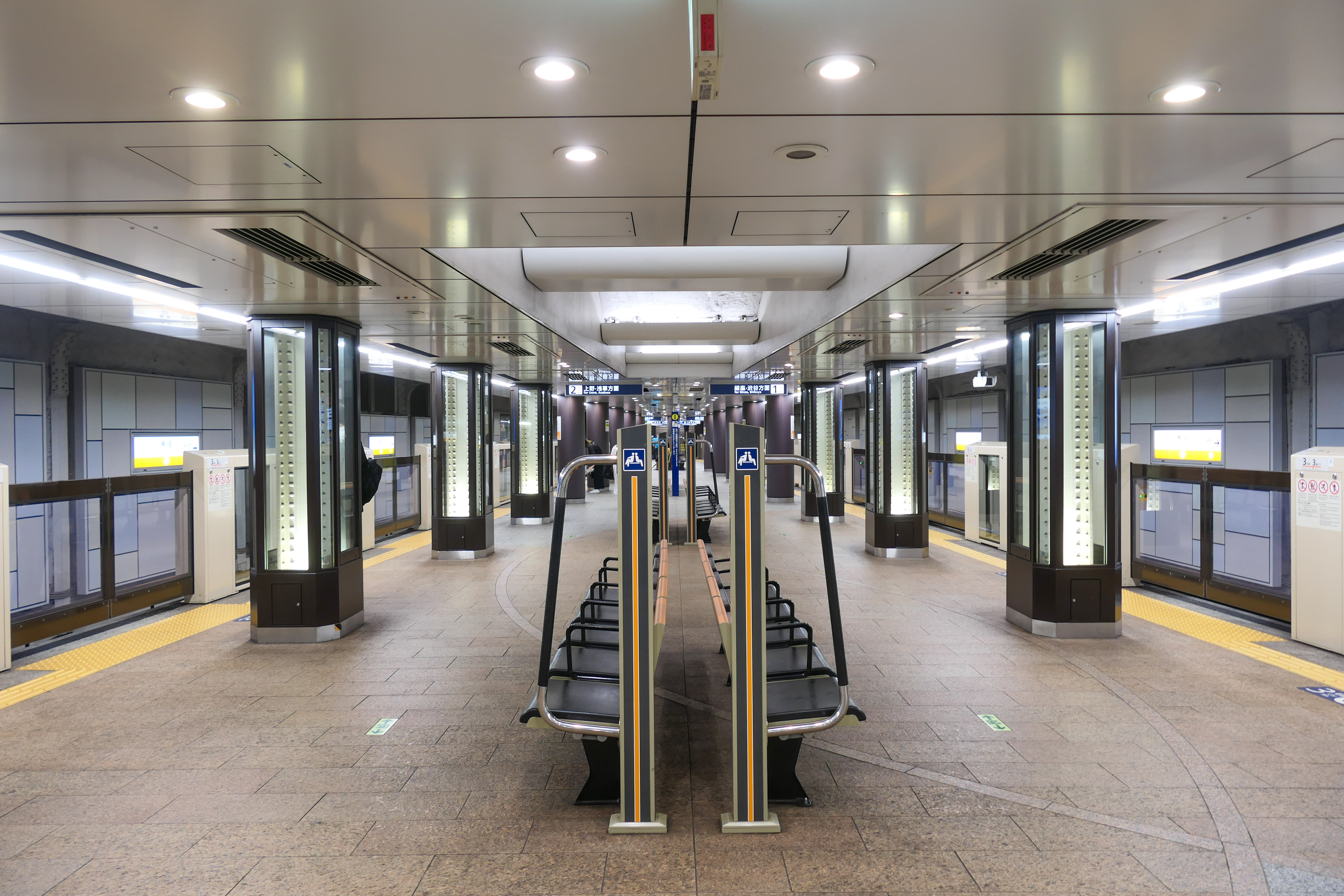
ホーム（2021年6月）

#### 発車メロディ
2015年（平成30年）6月20日から、美空ひばりの「お祭りマンボ」をアレンジしたものを発車メロディ（発車サイン音）として使用している。メロディはスタマックの制作で、編曲は永田太郎が手掛けた。

## 利用状況

### JR東日本
2023年度（令和5年度）の1日平均乗車人員は87,879人である。JR東日本管内の駅の中では西日暮里駅に次いで第42位。2016年度（平成28年度）は6年ぶりに10万人を上回った。
各年度の推移は以下のとおりである。

#### 1日平均乗車人員（1910年代 - 1930年代）
| 1日平均乗車人員推移（国鉄） （1880年代 - 1930年代） | 1日平均乗車人員推移（国鉄） （1880年代 - 1930年代） | 1日平均乗車人員推移（国鉄） （1880年代 - 1930年代） |
| 年度                                                | 乗車人員                                            | 出典 （東京府）                                     |
| --------------------------------------------------- | --------------------------------------------------- | --------------------------------------------------- |
| 1919年（大正08年）                                  | 4,548                                               | [ 府 2 ]                                            |
| 1920年（大正09年）                                  | 7,353                                               | [ 府 3 ]                                            |
| 1922年（大正11年）                                  | 14,949                                              | [ 府 4 ]                                            |
| 1923年（大正12年）                                  | 9,940                                               | [ 府 5 ]                                            |
| 1924年（大正13年）                                  | 10,165                                              | [ 府 6 ]                                            |
| 1925年（大正14年）                                  | 14,575                                              | [ 府 7 ]                                            |
| 1926年（昭和元年）                                  | 23,955                                              | [ 府 8 ]                                            |
| 1927年（昭和02年）                                  | 27,727                                              | [ 府 9 ]                                            |
| 1928年（昭和03年）                                  | 31,320                                              | [ 府 10 ]                                           |
| 1929年（昭和04年）                                  | 32,539                                              | [ 府 11 ]                                           |
| 1930年（昭和05年）                                  | 33,926                                              | [ 府 12 ]                                           |
| 1931年（昭和06年）                                  | 32,977                                              | [ 府 13 ]                                           |
| 1932年（昭和07年）                                  | 32,644                                              | [ 府 14 ]                                           |
| 1933年（昭和08年）                                  | 33,609                                              | [ 府 15 ]                                           |
| 1934年（昭和09年）                                  | 34,751                                              | [ 府 16 ]                                           |
| 1935年（昭和10年）                                  | 36,323                                              | [ 府 17 ]                                           |

#### 1日平均乗車人員（1953年 - 2000年）
| 1日平均乗車人員推移（国鉄／JR東日本）（1953年 - 2000年） | 1日平均乗車人員推移（国鉄／JR東日本）（1953年 - 2000年） | 1日平均乗車人員推移（国鉄／JR東日本）（1953年 - 2000年） | 1日平均乗車人員推移（国鉄／JR東日本）（1953年 - 2000年） | 1日平均乗車人員推移（国鉄／JR東日本）（1953年 - 2000年） |
| 年度                                                     | 乗車人員                                                 | 順位                                                     | 出典                                                     | 出典                                                     |
| 年度                                                     | 乗車人員                                                 | 順位                                                     | JR                                                       | 東京都                                                   |
| -------------------------------------------------------- | -------------------------------------------------------- | -------------------------------------------------------- | -------------------------------------------------------- | -------------------------------------------------------- |
| 1953年（昭和28年）                                       | 92,203                                                   |                                                          |                                                          | [ 都 2 ]                                                 |
| 1954年（昭和29年）                                       | 94,309                                                   |                                                          |                                                          | [ 都 3 ]                                                 |
| 1955年（昭和30年）                                       | 92,126                                                   |                                                          |                                                          | [ 都 4 ]                                                 |
| 1956年（昭和31年）                                       | 96,198                                                   |                                                          |                                                          | [ 都 5 ]                                                 |
| 1957年（昭和32年）                                       | 101,146                                                  |                                                          |                                                          | [ 都 6 ]                                                 |
| 1958年（昭和33年）                                       | 108,528                                                  |                                                          |                                                          | [ 都 7 ]                                                 |
| 1959年（昭和34年）                                       | 111,637                                                  |                                                          |                                                          | [ 都 8 ]                                                 |
| 1960年（昭和35年）                                       | 118,420                                                  |                                                          |                                                          | [ 都 9 ]                                                 |
| 1961年（昭和36年）                                       | 123,882                                                  |                                                          |                                                          | [ 都 10 ]                                                |
| 1962年（昭和37年）                                       | 134,836                                                  |                                                          |                                                          | [ 都 11 ]                                                |
| 1963年（昭和38年）                                       | 144,418                                                  |                                                          |                                                          | [ 都 12 ]                                                |
| 1964年（昭和39年）                                       | 149,719                                                  |                                                          |                                                          | [ 都 13 ]                                                |
| 1965年（昭和40年）                                       | 152,350                                                  |                                                          |                                                          | [ 都 14 ]                                                |
| 1966年（昭和41年）                                       | 151,146                                                  |                                                          |                                                          | [ 都 15 ]                                                |
| 1967年（昭和42年）                                       | 151,947                                                  |                                                          |                                                          | [ 都 16 ]                                                |
| 1968年（昭和43年）                                       | 154,570                                                  |                                                          |                                                          | [ 都 17 ]                                                |
| 1969年（昭和44年）                                       | 138,871                                                  |                                                          |                                                          | [ 都 18 ]                                                |
| 1970年（昭和45年）                                       | 136,605                                                  |                                                          |                                                          | [ 都 19 ]                                                |
| 1971年（昭和46年）                                       | 136,366                                                  |                                                          |                                                          | [ 都 20 ]                                                |
| 1972年（昭和47年）                                       | 134,129                                                  |                                                          |                                                          | [ 都 21 ]                                                |
| 1973年（昭和48年）                                       | 130,684                                                  |                                                          |                                                          | [ 都 22 ]                                                |
| 1974年（昭和49年）                                       | 140,397                                                  |                                                          |                                                          | [ 都 23 ]                                                |
| 1975年（昭和50年）                                       | 135,639                                                  |                                                          |                                                          | [ 都 24 ]                                                |
| 1976年（昭和51年）                                       | 135,088                                                  |                                                          |                                                          | [ 都 25 ]                                                |
| 1977年（昭和52年）                                       | 131,432                                                  |                                                          |                                                          | [ 都 26 ]                                                |
| 1978年（昭和53年）                                       | 131,452                                                  |                                                          |                                                          | [ 都 27 ]                                                |
| 1979年（昭和54年）                                       | 125,139                                                  |                                                          |                                                          | [ 都 28 ]                                                |
| 1980年（昭和55年）                                       | 118,918                                                  |                                                          |                                                          | [ 都 29 ]                                                |
| 1981年（昭和56年）                                       | 115,408                                                  |                                                          |                                                          | [ 都 30 ]                                                |
| 1982年（昭和57年）                                       | 114,287                                                  |                                                          |                                                          | [ 都 31 ]                                                |
| 1983年（昭和58年）                                       | 113,027                                                  |                                                          |                                                          | [ 都 32 ]                                                |
| 1984年（昭和59年）                                       | 115,351                                                  |                                                          |                                                          | [ 都 33 ]                                                |
| 1985年（昭和60年）                                       | 114,208                                                  |                                                          |                                                          | [ 都 34 ]                                                |
| 1986年（昭和61年）                                       | 117,586                                                  |                                                          |                                                          | [ 都 35 ]                                                |
| 1987年（昭和62年）                                       | 118,388                                                  |                                                          |                                                          | [ 都 36 ]                                                |
| 1988年（昭和63年）                                       | 127,107                                                  |                                                          |                                                          | [ 都 37 ]                                                |
| 1989年（平成元年）                                       | 124,071                                                  |                                                          |                                                          | [ 都 38 ]                                                |
| 1990年（平成02年）                                       | 126,778                                                  |                                                          |                                                          | [ 都 39 ]                                                |
| 1991年（平成03年）                                       | 129,249                                                  |                                                          |                                                          | [ 都 40 ]                                                |
| 1992年（平成04年）                                       | 130,455                                                  |                                                          |                                                          | [ 都 41 ]                                                |
| 1993年（平成05年）                                       | 126,562                                                  |                                                          |                                                          | [ 都 42 ]                                                |
| 1994年（平成06年）                                       | 121,441                                                  |                                                          |                                                          | [ 都 43 ]                                                |
| 1995年（平成07年）                                       | 120,954                                                  |                                                          |                                                          | [ 都 44 ]                                                |
| 1996年（平成08年）                                       | 118,997                                                  |                                                          |                                                          | [ 都 45 ]                                                |
| 1997年（平成09年）                                       | 117,090                                                  |                                                          |                                                          | [ 都 46 ]                                                |
| 1998年（平成10年）                                       | 115,518                                                  |                                                          |                                                          | [ 都 47 ]                                                |
| 1999年（平成11年）                                       | 113,286                                                  | 26位                                                     | [ JR 2 ]                                                 | [ 都 48 ]                                                |
| 2000年（平成12年）                                       | 111,311                                                  | 26位                                                     | [ JR 3 ]                                                 | [ 都 49 ]                                                |

#### 1日平均乗車人員（2001年以降）
| 1日平均乗車人員推移（JR東日本）（2001年度以降） | 1日平均乗車人員推移（JR東日本）（2001年度以降） | 1日平均乗車人員推移（JR東日本）（2001年度以降） | 1日平均乗車人員推移（JR東日本）（2001年度以降） | 1日平均乗車人員推移（JR東日本）（2001年度以降） | 1日平均乗車人員推移（JR東日本）（2001年度以降） | 1日平均乗車人員推移（JR東日本）（2001年度以降） | 1日平均乗車人員推移（JR東日本）（2001年度以降） | 1日平均乗車人員推移（JR東日本）（2001年度以降） |
| 年度                                            | 乗車人員                                        | 乗車人員                                        | 乗車人員                                        | 乗車人員                                        | 乗車人員                                        | 出典                                            | 出典                                            | 出典                                            |
| 年度                                            | 定期外                                          | 定期                                            | 合計                                            | 前年度比                                        | 順位                                            | JR                                              | 東京都                                          | 千代田区                                        |
| ----------------------------------------------- | ----------------------------------------------- | ----------------------------------------------- | ----------------------------------------------- | ----------------------------------------------- | ----------------------------------------------- | ----------------------------------------------- | ----------------------------------------------- | ----------------------------------------------- |
| 2001年（平成13年）                              |                                                 |                                                 | 109,831                                         |                                                 | 26位                                            | [ JR 4 ]                                        | [ 都 50 ]                                       |                                                 |
| 2002年（平成14年）                              |                                                 |                                                 | 108,754                                         |                                                 | 26位                                            | [ JR 5 ]                                        | [ 都 51 ]                                       |                                                 |
| 2003年（平成15年）                              |                                                 |                                                 | 107,156                                         |                                                 | 26位                                            | [ JR 6 ]                                        | [ 都 52 ]                                       |                                                 |
| 2004年（平成16年）                              |                                                 |                                                 | 105,728                                         |                                                 | 26位                                            | [ JR 7 ]                                        | [ 都 53 ]                                       |                                                 |
| 2005年（平成17年）                              |                                                 |                                                 | 105,782                                         |                                                 | 27位                                            | [ JR 8 ]                                        | [ 都 54 ]                                       |                                                 |
| 2006年（平成18年）                              |                                                 |                                                 | 106,834                                         |                                                 | 26位                                            | [ JR 9 ]                                        | [ 都 55 ]                                       |                                                 |
| 2007年（平成19年）                              |                                                 |                                                 | 106,766                                         |                                                 | 30位                                            | [ JR 10 ]                                       | [ 都 56 ]                                       |                                                 |
| 2008年（平成20年）                              |                                                 |                                                 | 105,753                                         |                                                 | 32位                                            | [ JR 11 ]                                       | [ 都 57 ]                                       |                                                 |
| 2009年（平成21年）                              |                                                 |                                                 | 103,605                                         |                                                 | 32位                                            | [ JR 12 ]                                       | [ 都 58 ]                                       |                                                 |
| 2010年（平成22年）                              |                                                 |                                                 | 101,075                                         |                                                 | 35位                                            | [ JR 13 ]                                       | [ 都 59 ]                                       |                                                 |
| 2011年（平成23年）                              |                                                 |                                                 | 99,307                                          |                                                 | 36位                                            | [ JR 14 ]                                       | [ 都 60 ]                                       |                                                 |
| 2012年（平成24年）                              | 40,317                                          | 57,461                                          | 97,779                                          |                                                 | 40位                                            | [ JR 15 ]                                       | [ 都 61 ]                                       |                                                 |
| 2013年（平成25年）                              | 40,375                                          | 57,214                                          | 97,589                                          |                                                 | 40位                                            | [ JR 16 ]                                       | [ 都 62 ]                                       |                                                 |
| 2014年（平成26年）                              | 41,013                                          | 56,237                                          | 97,251                                          |                                                 | 41位                                            | [ JR 17 ]                                       | [ 都 63 ]                                       |                                                 |
| 2015年（平成27年）                              | 42,616                                          | 56,300                                          | 98,917                                          |                                                 | 40位                                            | [ JR 18 ]                                       | [ 都 64 ]                                       |                                                 |
| 2016年（平成28年）                              | 43,956                                          | 57,383                                          | 101,340                                         | 2.4%                                            | 39位                                            | [ JR 19 ]                                       | [ 都 65 ]                                       |                                                 |
| 2017年（平成29年）                              | 45,064                                          | 58,876                                          | 103,940                                         | 2.6%                                            | 39位                                            | [ JR 20 ]                                       | [ 都 66 ]                                       |                                                 |
| 2018年（平成30年）                              | 45,979                                          | 60,111                                          | 106,091                                         | 2.1%                                            | 35位                                            | [ JR 21 ]                                       | [ 都 67 ]                                       | [ 千 1 ]                                        |
| 2019年（令和元年）                              | 44,739                                          | 61,918                                          | 106,658                                         | 0.5%                                            | 35位                                            | [ JR 22 ]                                       | [ 都 68 ]                                       | [ 千 1 ]                                        |
| 2020年（令和02年）                              | 23,990                                          | 47,882                                          | 71,872                                          | −32.6%                                          | 42位                                            | [ JR 23 ]                                       | [ 都 69 ]                                       | [ 千 1 ]                                        |
| 2021年（令和03年）                              | 27,652                                          | 44,171                                          | 71,824                                          | −0.1%                                           | 43位                                            | [ JR 24 ]                                       | [ 都 70 ]                                       | [ 千 2 ]                                        |
| 2022年（令和04年）                              | 35,026                                          | 46,020                                          | 81,046                                          | 12.8%                                           | 42位                                            | [ JR 25 ]                                       | [ 都 71 ]                                       | [ 千 3 ]                                        |
| 2023年（令和05年）                              | 39,849                                          | 48,030                                          | 87,879                                          | 108.4%                                          | 42位                                            | [ JR 1 ]                                        |                                                 |                                                 |

### 東京メトロ
2024年度（令和6年度）の1日平均乗降人員は56,241人である。東京メトロ全130駅の中では、虎ノ門ヒルズ駅に次いで68位。銀座線で乗り換え路線のない外苑前駅よりも少ない。
各年度の推移は以下のとおりである。

#### 1日平均乗車人員（1930年代）
| 1日平均乗車人員推移（東京地下鉄道） （1930年代） | 1日平均乗車人員推移（東京地下鉄道） （1930年代） | 1日平均乗車人員推移（東京地下鉄道） （1930年代） |
| 年度                                             | 乗車人員                                         | 出典 （東京府）                                  |
| ------------------------------------------------ | ------------------------------------------------ | ------------------------------------------------ |
| 1931年（昭和06年）                               | 3,859                                            | [ 府 13 ]                                        |
| 1932年（昭和07年）                               | 5,718                                            | [ 府 14 ]                                        |
| 1933年（昭和08年）                               | 5,655                                            | [ 府 15 ]                                        |
| 1934年（昭和09年）                               | 6,557                                            | [ 府 16 ]                                        |
| 1935年（昭和10年）                               | 7,011                                            | [ 府 17 ]                                        |

#### 1日平均乗車人員（1956年 - 2000年）
| 1日平均乗車人員推移（営団）（1956年 - 2000年） | 1日平均乗車人員推移（営団）（1956年 - 2000年） | 1日平均乗車人員推移（営団）（1956年 - 2000年） |
| 年度                                           | 乗車人員                                       | 出典 （東京都）                                |
| ---------------------------------------------- | ---------------------------------------------- | ---------------------------------------------- |
| 1956年（昭和31年）                             | 20,607                                         | [ 都 5 ]                                       |
| 1957年（昭和32年）                             | 21,337                                         | [ 都 6 ]                                       |
| 1958年（昭和33年）                             | 20,398                                         | [ 都 7 ]                                       |
| 1959年（昭和34年）                             | 21,126                                         | [ 都 8 ]                                       |
| 1960年（昭和35年）                             | 20,720                                         | [ 都 9 ]                                       |
| 1961年（昭和36年）                             | 25,287                                         | [ 都 10 ]                                      |
| 1962年（昭和37年）                             | 27,300                                         | [ 都 11 ]                                      |
| 1963年（昭和38年）                             | 30,403                                         | [ 都 72 ]                                      |
| 1964年（昭和39年）                             | 31,378                                         | [ 都 13 ]                                      |
| 1965年（昭和40年）                             | 30,544                                         | [ 都 73 ]                                      |
| 1966年（昭和41年）                             | 30,184                                         | [ 都 15 ]                                      |
| 1967年（昭和42年）                             | 30,068                                         | [ 都 74 ]                                      |
| 1968年（昭和43年）                             | 32,461                                         | [ 都 75 ]                                      |
| 1969年（昭和44年）                             | 34,268                                         | [ 都 18 ]                                      |
| 1970年（昭和45年）                             | 37,046                                         | [ 都 19 ]                                      |
| 1971年（昭和46年）                             | 38,202                                         | [ 都 20 ]                                      |
| 1972年（昭和47年）                             | 38,403                                         | [ 都 76 ]                                      |
| 1973年（昭和48年）                             | 35,736                                         | [ 都 77 ]                                      |
| 1974年（昭和49年）                             | 35,019                                         | [ 都 78 ]                                      |
| 1975年（昭和50年）                             | 35,566                                         | [ 都 79 ]                                      |
| 1976年（昭和51年）                             | 34,932                                         | [ 都 80 ]                                      |
| 1977年（昭和52年）                             | 34,947                                         | [ 都 81 ]                                      |
| 1978年（昭和53年）                             | 34,142                                         | [ 都 82 ]                                      |
| 1979年（昭和54年）                             | 34,975                                         | [ 都 83 ]                                      |
| 1980年（昭和55年）                             | 35,855                                         | [ 都 84 ]                                      |
| 1981年（昭和56年）                             | 36,706                                         | [ 都 85 ]                                      |
| 1982年（昭和57年）                             | 36,956                                         | [ 都 86 ]                                      |
| 1983年（昭和58年）                             | 37,596                                         | [ 都 87 ]                                      |
| 1984年（昭和59年）                             | 37,151                                         | [ 都 88 ]                                      |
| 1985年（昭和60年）                             | 36,616                                         | [ 都 89 ]                                      |
| 1986年（昭和61年）                             | 37,591                                         | [ 都 90 ]                                      |
| 1987年（昭和62年）                             | 38,178                                         | [ 都 91 ]                                      |
| 1988年（昭和63年）                             | 37,956                                         | [ 都 92 ]                                      |
| 1989年（平成元年）                             | 36,394                                         | [ 都 93 ]                                      |
| 1990年（平成02年）                             | 36,369                                         | [ 都 94 ]                                      |
| 1991年（平成03年）                             | 35,667                                         | [ 都 95 ]                                      |
| 1992年（平成04年）                             | 35,244                                         | [ 都 41 ]                                      |
| 1993年（平成05年）                             | 34,490                                         | [ 都 42 ]                                      |
| 1994年（平成06年）                             | 33,230                                         | [ 都 43 ]                                      |
| 1995年（平成07年）                             | 32,213                                         | [ 都 44 ]                                      |
| 1996年（平成08年）                             | 31,384                                         | [ 都 45 ]                                      |
| 1997年（平成09年）                             | 30,422                                         | [ 都 96 ]                                      |
| 1998年（平成10年）                             | 29,847                                         | [ 都 47 ]                                      |
| 1999年（平成11年）                             | 28,710                                         | [ 都 48 ]                                      |
| 2000年（平成12年）                             | 28,186                                         | [ 都 97 ]                                      |

#### 1日平均乗車人員・乗降人員（2001年以降）
| 1日平均乗車人員・乗降人員推移（営団／東京メトロ） | 1日平均乗車人員・乗降人員推移（営団／東京メトロ） | 1日平均乗車人員・乗降人員推移（営団／東京メトロ） | 1日平均乗車人員・乗降人員推移（営団／東京メトロ） | 1日平均乗車人員・乗降人員推移（営団／東京メトロ） | 1日平均乗車人員・乗降人員推移（営団／東京メトロ） | 1日平均乗車人員・乗降人員推移（営団／東京メトロ） | 1日平均乗車人員・乗降人員推移（営団／東京メトロ） | 1日平均乗車人員・乗降人員推移（営団／東京メトロ） | 1日平均乗車人員・乗降人員推移（営団／東京メトロ） | 1日平均乗車人員・乗降人員推移（営団／東京メトロ） |
| 年度                                              | 乗車人員                                          | 乗降人員                                          | 乗降人員                                          | 乗降人員                                          | 乗降人員                                          | 乗降人員                                          | 出典                                              | 出典                                              | 出典                                              | 出典                                              |
| 年度                                              | 乗車人員                                          | 定期外                                            | 定期                                              | 合計                                              | 増加率                                            | 順位                                              | メトロ                                            | 関東広告                                          | 東京都                                            | 千代田区                                          |
| ------------------------------------------------- | ------------------------------------------------- | ------------------------------------------------- | ------------------------------------------------- | ------------------------------------------------- | ------------------------------------------------- | ------------------------------------------------- | ------------------------------------------------- | ------------------------------------------------- | ------------------------------------------------- | ------------------------------------------------- |
| 2001年（平成13年）                                | 27,510                                            |                                                   |                                                   | 54,733                                            | −2.9%                                             | 58位                                              | [ メ 2 ]                                          |                                                   | [ 都 98 ]                                         |                                                   |
| 2002年（平成14年）                                | 26,649                                            |                                                   |                                                   | 53,442                                            | −2.4%                                             | 59位                                              | [ メ 3 ]                                          |                                                   | [ 都 99 ]                                         |                                                   |
| 2003年（平成15年）                                | 26,126                                            | 31,703                                            | 20,750                                            | 52,453                                            | −1.9%                                             | 60位                                              | [ メ 4 ]                                          | [ 関広 1 ]                                        | [ 都 100 ]                                        |                                                   |
| 2004年（平成16年）                                | 25,693                                            | 30,573                                            | 20,408                                            | 50,981                                            | −2.8%                                             | 63位                                              | [ メ 5 ]                                          | [ 関広 2 ]                                        | [ 都 101 ]                                        |                                                   |
| 2005年（平成17年）                                | 25,707                                            | 30,769                                            | 20,218                                            | 50,987                                            | 0.0%                                              | 65位                                              | [ メ 6 ]                                          | [ 関広 3 ]                                        | [ 都 102 ]                                        |                                                   |
| 2006年（平成18年）                                | 26,145                                            | 31,362                                            | 20,502                                            | 51,864                                            | 1.7%                                              | 66位                                              | [ メ 7 ]                                          | [ 関広 4 ]                                        | [ 都 103 ]                                        |                                                   |
| 2007年（平成19年）                                | 26,571                                            | 31,386                                            | 21,210                                            | 52,596                                            | 1.4%                                              | 68位                                              | [ メ 8 ]                                          | [ 関広 5 ]                                        | [ 都 104 ]                                        |                                                   |
| 2008年（平成20年）                                | 26,485                                            | 31,198                                            | 20,852                                            | 52,050                                            | −1.0%                                             | 69位                                              | [ メ 9 ]                                          | [ 関広 6 ]                                        | [ 都 105 ]                                        |                                                   |
| 2009年（平成21年）                                | 25,619                                            | 30,286                                            | 20,238                                            | 50,524                                            | −2.9%                                             | 72位                                              | [ メ 10 ]                                         | [ 関広 7 ]                                        | [ 都 106 ]                                        |                                                   |
| 2010年（平成22年）                                | 25,219                                            | 29,860                                            | 20,006                                            | 49,866                                            | −1.3%                                             | 70位                                              | [ メ 11 ]                                         | [ 関広 8 ]                                        | [ 都 107 ]                                        |                                                   |
| 2011年（平成23年）                                | 24,981                                            | 29,260                                            | 20,150                                            | 49,410                                            | −0.9%                                             | 71位                                              | [ メ 12 ]                                         | [ 関広 9 ]                                        | [ 都 108 ]                                        |                                                   |
| 2012年（平成24年）                                | 26,334                                            | 31,643                                            | 20,604                                            | 52,247                                            | 4.8%                                              | 68位                                              | [ メ 13 ]                                         | [ 関広 10 ]                                       | [ 都 109 ]                                        |                                                   |
| 2013年（平成25年）                                | 26,306                                            | 31,698                                            | 20,914                                            | 52,612                                            | 0.7%                                              | 70位                                              | [ メ 14 ]                                         | [ 関広 11 ]                                       | [ 都 110 ]                                        |                                                   |
| 2014年（平成26年）                                | 26,673                                            | 31,990                                            | 21,108                                            | 53,098                                            | 0.9%                                              | 70位                                              | [ メ 15 ]                                         | [ 関広 12 ]                                       | [ 都 111 ]                                        |                                                   |
| 2015年（平成27年）                                | 28,615                                            | 34,765                                            | 21,996                                            | 56,761                                            | 6.9%                                              | 68位                                              | [ メ 16 ]                                         | [ 関広 13 ]                                       | [ 都 112 ]                                        |                                                   |
| 2016年（平成28年）                                | 29,825                                            | 35,975                                            | 23,226                                            | 59,201                                            | 4.3%                                              | 67位                                              | [ メ 17 ]                                         | [ 関広 14 ]                                       | [ 都 113 ]                                        |                                                   |
| 2017年（平成29年）                                | 30,551                                            | 36,586                                            | 24,134                                            | 60,720                                            | 2.6%                                              | 67位                                              | [ メ 18 ]                                         | [ 関広 15 ]                                       | [ 都 114 ]                                        |                                                   |
| 2018年（平成30年）                                | 31,189                                            | 37,181                                            | 24,848                                            | 62,029                                            | 2.2%                                              | 67位                                              | [ メ 19 ]                                         | [ 関広 16 ]                                       | [ 都 115 ]                                        | [ 千 1 ]                                          |
| 2019年（令和元年）                                | 31,508                                            | 36,818                                            | 25,502                                            | 62,320                                            | 0.5%                                              | 67位                                              | [ メ 20 ]                                         | [ 関広 17 ]                                       | [ 都 116 ]                                        | [ 千 1 ]                                          |
| 2020年（令和02年）                                | 19,137                                            | 18,886                                            | 18,916                                            | 37,802                                            | −39.3%                                            | 76位                                              | [ メ 21 ]                                         | [ 関広 18 ]                                       | [ 都 117 ]                                        | [ 千 1 ]                                          |
| 2021年（令和03年）                                | 20,252                                            | 22,420                                            | 17,538                                            | 39,958                                            | 5.7%                                              | 75位                                              | [ メ 22 ]                                         | [ 関広 19 ]                                       | [ 都 118 ]                                        | [ 千 2 ]                                          |
| 2022年（令和04年）                                | 23,937                                            | 28,794                                            | 18,554                                            | 47,348                                            | 18.5%                                             | 71位                                              | [ メ 23 ]                                         | [ 関広 20 ]                                       | [ 都 119 ]                                        | [ 千 3 ]                                          |
| 2023年（令和05年）                                |                                                   | 34,044                                            | 19,560                                            | 53,604                                            | 13.2%                                             | 68位                                              | [ メ 24 ]                                         | [ 関広 21 ]                                       |                                                   |                                                   |
| 2023年（令和05年）                                |                                                   |                                                   |                                                   | 56,241                                            | 4.9%                                              | 68位                                              | [ メ 1 ]                                          |                                                   |                                                   |                                                   |

備考
1. ↑  開業日（1931年〈昭和6年〉11月21日）から1932年（昭和7年）3月31日までの計132日間を集計したデータ。

## 駅周辺
中小のビルが立ち並ぶオフィス街。西口側には神田駅西口商店街があり、昔ながらの商店街が現在も残っているほか、サラリーマンの街として知名度が高く、居酒屋も多い。また西口周辺には、東京都内で最初に建設された下水道である神田下水の一部が現在も機能している。東口から中央通り沿いに南下すると新日本橋駅（総武快速線）・三越前駅（半蔵門線・銀座線）に到着する。
東京メトロの浅草寄り出口は中央通り・靖国通りが交わる須田町交差点に面し、秋葉原電気街の南端に近い。
神田古書店街は当駅ではなく神保町駅が最寄りである。また、JR東日本のホームにある出口・乗り換え案内には「神田明神へは、御茶ノ水駅下車が便利です。」といった案内表記がなされている。

## バス路線
最寄りの停留所は、北口に位置する神田駅前と、東京メトロ6番出口前の須田町となる。いずれも都営バスの以下の路線が平日・土曜に限り乗り入れる（休日ダイヤでは経由しない）。
- 都営バス
  - 秋26：葛西駅前行き／秋葉原駅前行き

## 隣の駅
東日本旅客鉄道（JR東日本）
 中央線
■特別快速「ホリデー快速おくたま」（土休日上りのみ）・■通勤特快（平日上りのみ）・■中央特快・■青梅特快・■通勤快速（平日下りのみ）・■快速
東京駅 (JC 01) - 神田駅 (JC 02) - *万世橋駅 - 御茶ノ水駅 (JC 03)
*打消線は廃駅
 京浜東北線
■快速・■各駅停車
秋葉原駅 (JK 28) - 神田駅 (JK 27) - 東京駅 (JK 26)
 山手線
秋葉原駅 (JY 03) - 神田駅 (JY 02) - 東京駅 (JY 01)
東京地下鉄（東京メトロ）
 銀座線
三越前駅 (G 12) - 神田駅 (G 13) - 末広町駅 (G 14)

### 記事本文